# Wentylator bębnowy
Wentylator promieniowy bębnowy – wentylator o dużej szerokości wirnika. Szerokość wirnika w tego typu wentylatorach jest zwykle dwukrotnie większa od jego średnicy. Uzyskuje się w ten sposób wysoką wydajność przy relatywnie małych gabarytach. Jest to okupione niską sprawnością.
Wentylatory bębnowe produkuje się w różnych wielkościach. Ich parametry leżą w zakresie:
wydajność Q – 0.3 do 30 [m3/s]
spiętrzenie całkowite Δp – 200 do 13500 [Pa]
sprawność η – 0.3 do 0.7.
Wentylatory bębnowe stosuje się instalacjach wentylacyjnych i grzewczych.